# 瑞典统计局
瑞典统计局（瑞典語：Statistiska centralbyrån）是瑞典负责发表官方统计数据的政府机构。瑞典的国家级统计可以追溯到1686年，当时瑞典信义会的各教区被下令对人口数量的进行记录。瑞典统计局的前身报表局（Tabellverket）成立于1749年，并于1858年改为现有的名称。
截至2005年，该机构共有约1,400名雇员。机构的办公室位于斯德哥尔摩和厄勒布鲁。瑞典统计局还是统计学同行评审期刊《Journal of Official Statistics》（Journal of Official Statistics）的发行者。